# UBE2L3
UBE2L3 (англ. Ubiquitin conjugating enzyme E2 L3) – білок, який кодується однойменним геном, розташованим у людей на короткому плечі 22-ї хромосоми. Довжина поліпептидного ланцюга білка становить 154 амінокислот, а молекулярна маса — 17 862.
| 10         |  | 20         |  | 30         |  | 40         |  | 50         |
| ---------- |  | ---------- |  | ---------- |  | ---------- |  | ---------- |
| MAASRRLMKE |  | LEEIRKCGMK |  | NFRNIQVDEA |  | NLLTWQGLIV |  | PDNPPYDKGA |
| FRIEINFPAE |  | YPFKPPKITF |  | KTKIYHPNID |  | EKGQVCLPVI |  | SAENWKPATK |
| TDQVIQSLIA |  | LVNDPQPEHP |  | LRADLAEEYS |  | KDRKKFCKNA |  | EEFTKKYGEK |
| RPVD       |  |            |  |            |  |            |  |            |

A: Аланін

C: Цистеїн

D: Аспарагінова кислота

E: Глутамінова кислота

F: Фенілаланін

G: Гліцин

H: Гістидин

I: Ізолейцин

K: Лізин

L: Лейцин

M: Метіонін

N: Аспарагін

P: Пролін

Q: Глутамін

R: Аргінін

S: Серин

T: Треонін

V: Валін

W: Триптофан

Кодований геном білок за функцією належить до трансфераз. 
Задіяний у таких біологічних процесах, як транскрипція, регуляція транскрипції, убіквітинування білків, ацетилювання, альтернативний сплайсинг. 
Білок має сайт для зв'язування з АТФ, нуклеотидами. 
Локалізований у цитоплазмі, ядрі.